# Треугольная призма
Треугольная призма — призма с тремя боковыми гранями. Этот многогранник имеет в качестве граней треугольное основание, его копию, полученную в результате параллельного переноса и 3 грани, соединяющие соответствующие стороны. Прямая треугольная призма имеет прямоугольные боковые стороны, в противном случае призма называется косой.
Однородная треугольная призма — это прямая треугольная призма с равносторонним основанием и квадратными боковыми сторонами.
Призма является пятигранником, у которого две грани параллельны, в то время как нормали трёх других лежат в одной плоскости (которая не обязательно параллельна основаниям). Эти три грани являются параллелограммами. Все сечения, параллельные основаниям, являются одинаковыми треугольниками.

## Полуправильный (однородный) многогранник
Прямая треугольная призма является полуправильным многогранником или, более обще, однородным многогранником, если основание является правильным треугольником, а боковые стороны — квадратами.
Этот многогранник можно рассматривать как усечённый треугольный осоэдр, представленный символом Шлефли t{2,3}. Его также можно рассматривать как прямое произведение треугольника на отрезок, что представляется как {3}x{}. Двойственным многогранником треугольной призмы является треугольная бипирамида.
Группой симметрии прямой призмы с треугольным основанием является D3h порядка 12. Группой вращения служит D3 с порядком 6. Группа симметрии не содержит центральную симметрию.

## Объём
Объём любой призмы равен произведению площади основания на расстояние между основаниями. В нашем случае, когда основание треугольно, нужно просто вычислить площадь треугольника и умножить на длину призмы:
{\displaystyle V={\frac {1}{2}}bhl}
где b — длина стороны основания, h равна высоте треугольника, а l равна расстоянию между треугольниками.

## Усечённая треугольная призма
Усечённая прямая треугольная призма имеет одну усечённую треугольную грань.

## Гранение
Имеется полная D2h симметрия гранений (удаление части многогранника, не создавая новые вершины, пересечение рёбер новоё вершиной не считается) треугольной призмы. Получающиеся многогранники имеются многогранники с 6 гранями в виде равнобедренного треугольника, один многогранник сохраняет исходные верхний и нижний треугольники, и один сохраняет исходные квадраты. Две симметрии гранения C3v имеют один базовый треугольник, 3 грани в виде боковых самопересекающихся квадратов и 3 грани в виде равнобедренных треугольников.
| Выпуклые      | Гранение         | Гранение         | Гранение                 | Гранение                 |
| Симметрия D3h | Симметрия D3h    | Симметрия D3h    | Симметрия C3v            | Симметрия C3v            |
| ------------- | ---------------- | ---------------- | ------------------------ | ------------------------ |
|               |                  |                  |                          |                          |
| 2 {3} 3 {4}   | 3 {4} 6 () v { } | 2 {3} 6 () v { } | 1 {3} 3 t'{2} 6 () v { } | 1 {3} 3 t'{2} 3 () v { } |

## Связанные многогранники и мозаики
| Многоугольник |       |       |       |       |       |       |       |        |        |        |        |       |
| Мозаика       |       |       |       |       |       |       |       |        |        |        |        |       |
| Конфигурация  | 3.4.4 | 4.4.4 | 5.4.4 | 6.4.4 | 7.4.4 | 8.4.4 | 9.4.4 | 10.4.4 | 11.4.4 | 12.4.4 | 17.4.4 | ∞.4.4 |

| n                                  | 2                    | 3                 | 4                      | 5                         | 6                                     |
| Название                           | {2} \| t{2}          | {3} \| t{3}       | {4} \| t{4}            | {5} \| t{5}               | {6} \| t{6}                           |
| ---------------------------------- | -------------------- | ----------------- | ---------------------- | ------------------------- | ------------------------------------- |
| Купол                              | Диагональный купол   | Трёхскатный купол | Четырёхскатный купол   | Пятискатный купол         | Шестискатный купол (плоский)          |
| Связанные однородные многогранники | Треугольная призма · | Кубооктаэдр ·     | Ромбокубо- · октаэдр · | Ромбоикосо- · додекаэдр · | Ромботри- · шестиугольная · мозаика · |

### Варианты симметрии
Этот многогранник топологически является частью последовательности однородных усечённых многогранников с вершинными конфигурациями (3.2n.2n) и имеющими симметрию [n,3] группы Коксетера.
| Варианты симметрии *n32 усечённых мозаик: 3.2n.2n | Варианты симметрии *n32 усечённых мозаик: 3.2n.2n | Варианты симметрии *n32 усечённых мозаик: 3.2n.2n | Варианты симметрии *n32 усечённых мозаик: 3.2n.2n | Варианты симметрии *n32 усечённых мозаик: 3.2n.2n | Варианты симметрии *n32 усечённых мозаик: 3.2n.2n | Варианты симметрии *n32 усечённых мозаик: 3.2n.2n | Варианты симметрии *n32 усечённых мозаик: 3.2n.2n | Варианты симметрии *n32 усечённых мозаик: 3.2n.2n | Варианты симметрии *n32 усечённых мозаик: 3.2n.2n | Варианты симметрии *n32 усечённых мозаик: 3.2n.2n | Варианты симметрии *n32 усечённых мозаик: 3.2n.2n |
| Симметрия *n32 [n,3]                              | Сферическая                                       | Сферическая                                       | Сферическая                                       | Сферическая                                       | Евклидова                                         | Компактная гиперболич.                            | Компактная гиперболич.                            | Параком- пактная                                  | Некомпактная гиперболич.                          | Некомпактная гиперболич.                          | Некомпактная гиперболич.                          |
| Симметрия *n32 [n,3]                              | *232 [2,3]                                        | *332 [3,3]                                        | *432 [4,3]                                        | *532 [5,3]                                        | *632 [6,3]                                        | *732 [7,3]                                        | *832 [8,3]...                                     | *∞32 [∞,3]                                        | [12i,3]                                           | [9i,3]                                            | [6i,3]                                            |
| ------------------------------------------------- | ------------------------------------------------- | ------------------------------------------------- | ------------------------------------------------- | ------------------------------------------------- | ------------------------------------------------- | ------------------------------------------------- | ------------------------------------------------- | ------------------------------------------------- | ------------------------------------------------- | ------------------------------------------------- | ------------------------------------------------- |
| Усечённые фигуры                                  |                                                   |                                                   |                                                   |                                                   |                                                   |                                                   |                                                   |                                                   |                                                   |                                                   |                                                   |
| Конфигурация                                      | 3.4.4                                             | 3.6.6                                             | 3.8.8                                             | 3.10.10                                           | 3.12.12                                           | 3.14.14                                           | 3.16.16                                           | 3.∞.∞                                             | 3.24i.24i                                         | 3.18i.18i                                         | 3.12i.12i                                         |
| Разделённые фигуры                                |                                                   |                                                   |                                                   |                                                   |                                                   |                                                   |                                                   |                                                   |                                                   |                                                   |                                                   |
| Конфигурация                                      | V3.4.4                                            | V3.6.6                                            | V3.8.8                                            | V3.10.10                                          | V3.12.12                                          | V3.14.14                                          | V3.16.16                                          | V3.∞.∞                                            |                                                   |                                                   |                                                   |

Этот многогранник топологически является частью последовательности рёберно усечённых многогранников с вершинной фигурой (3.4.n.4), которая продолжается как умощения гиперболической плоскости. Эти вершинно-транзитивные фигуры имеют зеркальную симметрию (*n32).
| Варианты симметрии *n42 расширенных мозаик: 3.4.n.4 | Варианты симметрии *n42 расширенных мозаик: 3.4.n.4 | Варианты симметрии *n42 расширенных мозаик: 3.4.n.4 | Варианты симметрии *n42 расширенных мозаик: 3.4.n.4 | Варианты симметрии *n42 расширенных мозаик: 3.4.n.4 | Варианты симметрии *n42 расширенных мозаик: 3.4.n.4 | Варианты симметрии *n42 расширенных мозаик: 3.4.n.4 | Варианты симметрии *n42 расширенных мозаик: 3.4.n.4 | Варианты симметрии *n42 расширенных мозаик: 3.4.n.4 |
| Симметрия *n32 [n,3]                                | Сферическая                                         | Сферическая                                         | Сферическая                                         | Сферическая                                         | Евклидова                                           | Компактная гиперболическая                          | Компактная гиперболическая                          | Паракомпактная                                      |
| Симметрия *n32 [n,3]                                | *232 [2,3]                                          | *332 [3,3]                                          | *432 [4,3]                                          | *532 [5,3]                                          | *632 [6,3]                                          | *732 [7,3]                                          | *832 [8,3]...                                       | *∞32 [∞,3]                                          |
| --------------------------------------------------- | --------------------------------------------------- | --------------------------------------------------- | --------------------------------------------------- | --------------------------------------------------- | --------------------------------------------------- | --------------------------------------------------- | --------------------------------------------------- | --------------------------------------------------- |
| Фигура                                              |                                                     |                                                     |                                                     |                                                     |                                                     |                                                     |                                                     |                                                     |
| Конфигурация                                        | 3.4.2.4                                             | 3.4.3.4                                             | 3.4.4.4                                             | 3.4.5.4                                             | 3.4.6.4                                             | 3.4.7.4                                             | 3.4.8.4                                             | 3.4.∞.4                                             |

### Составные тела
Имеется 4 однородных составных тела из треугольных призм:
- соединение четырёх треугольных призм[англ.];
- соединение восьми треугольных призм[англ.];
- соединение десяти треугольных призм[англ.];
- соединение двадцати треугольных призм[англ.].

### Соты
Существует 9 однородных сот, которые включают треугольные призмы:
- гироудлинённые альтернированные кубические соты[англ.]
- удлинённые альтернированные кубические соты[англ.]
- плосконосые квадратно-призматические соты[англ.]
- треугольные призматические соты
- тришестиугольные призматические соты
- усечённые шестиугольные призматические соты
- ромботришестиугольные призматические соты
- плосконосые шестиугольные призматические соты
- удлинённые треугольные призматические соты

### Связанные многогранники
Треугольная призма является первой в пространственной серии полуправильных многогранников. Каждый последующий однородный многогранник имеет в качестве вершинной фигуры предыдущий многогранник. Торольд Госсет обнаружил эту серию в 1900 году как содержащую все виды граней правильных многомерных многогранников, содержащую все симплексы и ортоплексы (правильные треугольники и квадраты в случае треугольной призмы). В нотации Коксетера треугольной призме соответствует символ −121.
| Группа Коксетера    | E₃=A₂A₁                        | E₄=A₄                               | E₅=D₅                                           | E₆                                                           | E₇                                                                        | E₈                                                                                     | E₉ = Ẽ₈ = E₈+                                                                                       | E₁₀ = T₈ = E₈++                                                                                                  |
| Диаграмма Коксетера | node · 3 · node_1 · 2 · node_1 | nodea · 3a · nodea · 3a · branch_10 | nodea · 3a · nodea · 3a · branch · 3a · nodea_1 | nodea · 3a · nodea · 3a · branch · 3a · nodea · 3a · nodea_1 | nodea · 3a · nodea · 3a · branch · 3a · nodea · 3a · nodea · 3a · nodea_1 | nodea · 3a · nodea · 3a · branch · 3a · nodea · 3a · nodea · 3a · nodea · 3a · nodea_1 | nodea · 3a · nodea · 3a · branch · 3a · nodea · 3a · nodea · 3a · nodea · 3a · nodea · 3a · nodea_1 | nodea · 3a · nodea · 3a · branch · 3a · nodea · 3a · nodea · 3a · nodea · 3a · nodea · 3a · nodea · 3a · nodea_1 |
| Симметрия           | [3−1,2,1]                      | [30,2,1]                            | [31,2,1]                                        | [32,2,1]                                                     | [33,2,1]                                                                  | [34,2,1]                                                                               | [35,2,1]                                                                                            | [36,2,1] |
| Порядок             | 12                             | 120                                 | 192                                             | 51 840                                                       | 2 903 040                                                                 | 696 729 600                                                                            | ∞                                                                                                   | ∞ |
| Граф                |                                |                                     |                                                 |                                                              |                                                                           |                                                                                        | -                                                                                                   | - |
| Обозначение         | −121                           | 021                                 | 121                                             | 221                                                          | 321                                                                       | 421                                                                                    | 521                                                                                                 | 621 |

### Четырёхмерное пространство
Треугольная призма существует как ячейка в большом числе четырёхмерных однородных четырёхмерных многогранников, включая:
| тетраэдральная призма ·            | октаэдральная призма ·         | кубооктаэдрическая призма ·   | икосаэдральная призма ·              | икосододекаэдральная призма ·          | усечённая додекаэдральная призма · |                              |                             |
|                                    |                                |                               |                                      |                                        |                                    |                              |                             |
| Ромбоикосидодекаэдральная призма · | Ромбокубоктаэдральная призма · | Усечённая кубическая призма · | Плосконосая додекаэдральная призма · | n-угольная антипризматическая призма · |                                    |                              |                             |
|                                    |                                |                               |                                      |                                        |                                    |                              |                             |
| Рёберноусечённая 5-ячейка ·        | Кантиусечённая 5-ячейка ·      | Рансинированная 5-ячейка ·    | Рансиусечённая 5-ячейка ·            | Cantellated tesseract ·                | Кантиусечённый тессеракт ·         | Рансинированный тессеракт ·  | Рансиусечённый тессеракт ·  |
|                                    |                                |                               |                                      |                                        |                                    |                              |                             |
| Кантелированная 24-ячейка ·        | Кантиусечённая 24-ячейка ·     | Рансинированная 24-ячейка ·   | Рансиусечённая 24-ячейка ·           | Кантелированная 120-ячейка ·           | Кантиусечённая 120-ячейка ·        | Рансинированная 120-ячейка · | Рансиусечённая 120-ячейка · |
|                                    |                                |                               |                                      |                                        |                                    |                              |                             |